# 伍德赛德国家历史遗址
伍德赛德国家历史遗址（Woodside National Historic Site）是加拿大总理威廉·莱昂·麦肯齐·金的童年故居（1886-1893年），位于加拿大安大略省基奇纳，建于1853年。 当地居民成立基金会，保护这座维多利亚时代建筑，将其修复。占地11.5-英畝（47,000-平方） 。
1952年，伍德赛德公布为加拿大國家歷史遺址。